# Amphimallon theryi
Amphimallon theryi är en skalbaggsart som beskrevs av Henri de Peyerimhoff 1945. Amphimallon theryi ingår i släktet Amphimallon och familjen Melolonthidae. Inga underarter finns listade i Catalogue of Life.